# Slag bij Riga (1917)
De Slag om Riga was een slag uit de Eerste Wereldoorlog van 1 september tot 3 september 1917. Het was onderdeel van het Duitse offensief om de Golf van Riga in handen zien te krijgen. De belangrijkste doelstelling van het Russische 12e leger was om te voorkomen dat Duitse troepen de stad Riga innamen. De slag vond plaats aan de oevers van de rivier de Jugla.

## Achtergrond
Duitse generaals bereidden zich al voor op de strijd in december 1916. Er werd besloten om een doorbraak te forceren bij de rivier de Daugava en daarna op te rukken richting het noorden en het noordwesten. Dit beoogde twee doelen: de overgave van het Russische 12e leger en bezetting van de stad Riga. Dit kon ook betekenen dat het front rechtgetrokken werd, waardoor er een aantal divisies overgeplaatst konden worden naar het westfront, waar het lot van de oorlog moest worden vastgesteld.

## De slag
In de ochtend van 1 september 1917, na een 3 uur durend artilleriebombardement, lanceerden de Duitsers de aanval en begonnen met de bouw van enkele pontonbruggen. Met 1159 kanonnen tegenover 66 kanonnen was de Duitse artillerie in de absolute meerderheid, in tegenstelling tot het aantal soldaten, waar de Russen een meerderheid hadden. Hevig artillerievuur dwong de Russische 186e divisie terug te trekken van de rechteroever van de rivier de Daugava, waardoor de Duitsers de rivier met succes overstaken. De commandant van het Russische 12e leger beval het 43e Korps een tegenaanval uit te voeren met 4 divisies en de 2e brigade der Letse Schutters. 
De Russische tegenaanval begon in de middag van 1 september. De Russische troepen bereikten de Duitse versterkte stellingen uiteindelijk in de late namiddag. Na zware beschietingen door de Duitse artillerie hervatten de Duitse troepen de aanval en hevige gevechten begonnen op het bruggenhoofd van 14 km lang. De Duitsers vielen aan met jachtvliegtuigen, vlammenwerpers en gas, maar ondanks dat hielden de Letse schutters de Duitsers gedurende 26 uur tegen. Hierdoor kon het 12e Russische leger zich veilig terugtrekken uit Riga. 
In de ochtend van 3 september stelde het 12e Russische leger zich op tussen de steden Sigulda en Cēsis.